# Diego Hurtado de Mendoza (duca 1461)
Diego Hurtado de Mendoza, III duca dell'Infantado (Arenas de San Pedro, 11 marzo 1461 – Guadalajara, 30 agosto 1531), è stato un nobile spagnolo, soprannominato El Grande.

## Biografia
Nacque in una delle famiglie più ricche e influenti della Castiglia. Era il figlio di Íñigo López de Mendoza, e di sua moglie, María de Luna.
Ha partecipato alla conquista di Granada, distinguendosi nella conquista di Loja. Era un forte avversario politico del Cardinale Cisneros e difensore dei diritti dei nobili.
Nel 1521 ha scelto di sostenere il re Carlo I, soprattutto a causa della sua avversione nei confronti di monsignor Acuña.
Francesco I di Francia alloggiò nel suo palazzo, dopo che fu fatto prigioniero nella battaglia di Pavia nel 1525.
In età avanzata, il duca soffriva di gotta e condusse una vita pia.
Il compositore catalano Mateo Flecha è stato al suo servizio dal 1525 fino alla sua morte.

## Matrimoni

### Primo Matrimonio
Nel 1491 sposò María Pimentel (?-1499), figlia di Rodrigo Afonso Pimentel. Ebbero quattro figli:
- Íñigo López de Mendoza (1493-1566);
- Rodrigo de Mendoza, sposò Francisca de Mendoza, ebbero un figlio;
- Ana de Mendoza, sposò Luis de La Cerda, non ebbero figli;
- Marina de Mendoza , sposò in prime nozze Diego Arias, non ebbero figli, e in seconde nozze Juan Arias Dávila, ebbero due figli.

### Secondo Matrimonio
Nel 1530 sposò María Maldonado. Non ebbero figli.
Ebbe un figlio illegittimo, Martín de Mendoza, soprannominato il gitano, essendo figlio di una gitana. Fu molto amato dal padre, che lo legittimò e gli fece intraprendere la carriera ecclesiastica. Martín, però, ebbe una relazione con María de Cervantes, zia del famoso scrittore, dalla quale nacque una figlia.